# Provincia de Aconcagua
La provincia de Aconcagua fue una de las divisiones administrativas de Chile existente desde 1826 hasta 1976.
La provincia de Aconcagua fue una de las primitivas 8 provincias (Coquimbo, Aconcagua, Santiago, Colchagua, Maule, Provincia de Concepción, Valdivia y Chiloé), que se crearon en Chile con las leyes federales, el 30 de agosto de 1826,
La provincia estaba compuesta por:
| Delegación | Cabecera   |
| ---------- | ---------- |
| Petorca    | Petorca    |
| La Ligua   | La Ligua   |
| Quillota   | Quillota   |
| Putaendo   | Putaendo   |
| San Felipe | San Felipe |
| Los Andes  | Los Andes  |

Abarcaba desde el río Choapa por el norte, hasta la cuesta de Chacabuco por el sur., y desde la cordillera de los Andes al Océano Pacífico. Ésta permaneció casi sin modificaciones en sus límites hasta 1928.
En la Constitución de 1828, se establece de la división de Chile, en ocho provincias. (Coquimbo, Aconcagua, Santiago, Colchagua, Maule, Concepción, Valdivia y Chiloé).
Con la Constitución de 1833, las provincias se dividen en departamentos. Los departamentos están divididos en subdelgaciones, y éstas a su vez en distritos.
La provincia de Aconcagua comprendía los departamentos de:
| Departamento | Cabecera   |
| ------------ | ---------- |
| Petorca      | Petorca    |
| La Ligua     | La Ligua   |
| Quillota     | Quillota   |
| Putaendo     | Putaendo   |
| San Felipe   | San Felipe |
| Los Andes    | Los Andes  |

Con la ley del 27 de octubre de 1842, se le segrega el departamento de Quillota para crear junto con los departamentos de Valparaíso y Casablanca de la provincia de Santiago, la nueva provincia de Valparaíso.
| Departamento | Cabecera   |
| ------------ | ---------- |
| Petorca      | Petorca    |
| La Ligua     | La Ligua   |
| Putaendo     | Putaendo   |
| San Felipe   | San Felipe |
| Los Andes    | Los Andes  |

En 1925, los departamentos eran:
| Departamento | Cabecera   |
| ------------ | ---------- |
| Petorca      | Petorca    |
| La Ligua     | La Ligua   |
| Putaendo     | Putaendo   |
| San Felipe   | San Felipe |
| Los Andes    | Los Andes  |

En 1928, se suprime la provincia de Valparaíso, pasando a integrar la nueva provincia de Aconcagua, debido al DFL 8582 del 30 de diciembre de 1927, que establece:
"Artículo 1° Divídese el país en las siguientes provincias, departamentos y territorios:..."
"PROVINCIA DE ACONCAGUA.- Capital Valparaíso.-
Departamentos: Petorca, San Felipe, Andes, Quillota y Valparaíso;"
"Art. 2° Los departamentos tendrán por límites los fijados por el decreto-ley número 354, de 17 de marzo de 1925, y sus actuales cabeceras, con las modificaciones siguientes, además de las arriba indicadas:"
- El departamento de Petorca estará formado por el territorio del antiguo departamento de La Ligua, y por el de las antiguas subdelegaciones 2.a Chincolco, 3.a Petorca, 4.a Hierro Viejo, 5.o Pedegua, 6.a Pichilemu, 7.a Longotoma, 8.a Guaquén, 9.a Quilimarí, 10 Cóndores y 11 Tilama, del antiguo departamento de Petorca. Su límite Norte será la línea de cumbres que limita por el Sur las hoyas hidrográficas del Estero de Pupío y del Río Choapa, a partir desde la Punta de Changos, sobre el Océano Pacífico. La cabecera será la ciudad de Ligua.
- El departamento de San Felipe estará formado por el territorio del actual departamento de Putaendo, por el de las antiguas subdelegaciones 1.o Coimas, 2.a Estación, 3.a Hospital, 4.a Santo Domingo, 5.a Almendral, 6.a Tambo, 7.a Santa María, 8.a Jahuel, 9.a San Fernando y 10 San Nicolás, del antiguo departamento de San Felipe y por el de la antigua subdelegación 5.a Panquehue del antiguo departamento de Los Andes;
- El departamento de Andes, estará formado por las antiguas subdelegaciones 1.a El Sauce, 2.a El Comercio, 3.a San Rafael, 4.a Curimón, 7.a Rinconada, 8.a Villa Alegre, 9.a Tabolango, 10 Calle Larga, 11 Pocuro y 12 Santa Rosa, del antiguo departamento de Los Andes, y por el de las antiguas subdelegaciones 11 San Regis, 12 Miraflores, 13 San José y 14 Río Colorado del antiguo departamento de San Felipe;
- El departamento de Quillota estará formado por el territorio del antiguo departamento de este nombre, y por la parte de la antigua subdelegación 6.a Montenegro, del antiguo departamento de Los Andes, que queda al norte de la línea de cumbres que limita por el Sur la hoya del río Aconcagua;
- El departamento de Valparaíso estará formado por el territorio de los antiguos departamentos de Limache, Valparaíso y Casablanca, por la parte de la antigua subdelegación 5.a Lepe, del antiguo departamento de Melipilla, que queda al norte de la línea de cumbres entre el cerro del Roble Alto y el cerro de Las Cardas, pasando por el Alto de Carén, el cerro de Los Morros y el paso de los Padrones sobre el Estero de Puangue.

Así, la Provincia queda conformada por:
| Departamento | Cabecera   |
| ------------ | ---------- |
| Petorca      | La Ligua   |
| Quillota     | Quillota   |
| San Felipe   | San Felipe |
| Andes        | Los Andes  |
| Valparaíso   | Valparaíso |

En 1936 se modificaron los límites provinciales, reduciendo el tamaño de la provincia de Aconcagua y quedando formada solo por tres departamentos:
| Departamento | Cabecera   |
| ------------ | ---------- |
| Petorca      | La Ligua   |
| San Felipe   | San Felipe |
| Los Andes    | Los Andes  |

Durante los años 1970, ya en el siglo XX, ocurre un nuevo cambio en la división política-administrativa del país, con la creación de las regiones. En 1975, se crea la Región de Valparaíso, a partir de las provincias de Valparaíso, Aconcagua y el departamento de San Antonio de la provincia de Santiago. La Región de Valparaíso, queda compuesta por las provincias de Isla de Pascua, Los Andes, Petorca, Quillota, San Antonio, San Felipe de Aconcagua y Valparaíso. Así, los tres departamentos de la provincia de Aconcagua pasaron a convertirse en las provincias homónimas, suprimiéndose la provincia de Aconcagua. La región es regida por un intendente, y la provincia es regida por un gobernador. Se reforma el nivel provincial y el nivel comunal. Se suprimen los departamentos y distritos (estos últimos actualmente se utilizan por el INE como distritos censales para efectos de los censos).

## Intendentes
Esta lista está incompleta.
- Martín Prats Urízar (1826-1827)
- José Joaquín Pérez Mascayano (1827-18??)
- Fernando Urízar Garfias (1837-18??)
- José Manuel Novoa Sanhueza (1841)
- Francisco Bascuñán Guerrero (1857-1858)